# Catagramma chiriguana
Catagramma chiriguana är en fjärilsart som beskrevs av Hall 1919. Catagramma chiriguana ingår i släktet Catagramma och familjen praktfjärilar. Inga underarter finns listade i Catalogue of Life.